# 龚浩成
龚浩成（1927年2月—2020年8月30日），江苏武进人，中国经济学家、金融学家，上海财经大学教授。上海浦东国际金融学会名誉会长。1990年曾负责筹建上海证券交易所。

## 生平
1947年就读于国立上海商学院银行系。1951年从上海财政经济学院毕业后留校工作（1958年被撤销）。曾在中国人民大学货币研究室攻读研究生，然后分配到上海社会科学院经济研究所工作。文化大革命期间，于1970年代初在黑龙江呼玛县上山下乡。1976年回到上海，历任奉贤县五七干校任理论教员、《文汇报》理论部干部。
上海财经学院复校后，历任副教授、教授、系主任、副院长。1984年底，调任中国人民银行上海市分行副行长、行长，兼任国家外汇管理局上海分局副局长、局长。1985年7月，任交通银行筹备组副组长。期间推动建立上海银行间同业拆借市场和上海外汇调剂中心。1989年底，受命担任中共上海市委“三人领导小组”成员（其他两位是交通银行董事长兼行长李祥瑞和上海市体改办主任贺镐圣），负责筹建上海证券交易所，向市委书记朱镕基汇报工作。
1992年，任上海证券交易所常务理事。1995年，任上海财经大学证券期货学院院长、名誉院长。他还是友邦保险进入上海的推动者。
2020年8月30日上午9时30分在上海逝世，享年93岁。

## 出版物
- 龚浩成. . 邓小平理论与实践研究丛书第二辑. 上海: 上海人民出版社. 1997. ISBN 7-208-02539-8.
- 龚浩成; 戴国强 (编). . 上海: 上海财经大学出版社. 2000. ISBN 7-81049-420-1.
- 龚浩成; 金德环 (编). . 上海: 上海财经大学出版社. 2001. ISBN 7-81049-648-4.
- 龚浩成; 金德环 (编). . 上海: 上海财经大学出版社. 2001. ISBN 7-81049-529-1.
- 龚浩成口述; 陈岱松等整理. . 上海: 中西书局. 2013. ISBN 978-7-5475-0483-3.